# Australia–Asia Power Link

Przebieg linii

Australia–Asia Power Link (AAPowerLink) – projekt infrastruktury elektroenergetycznej, który ma obejmować największą na świecie elektrownię słoneczną, największy na świecie akumulator i najdłuższy na świecie podmorski kabel energetyczny.
Plany zakładają produkcję 20 gigawatów energii elektrycznej na farmie słonecznej na Terytorium Północnym Australii, a następnie jej eksport do Singapuru i Indonezji poprzez linię wysokiego napięcia o długości 4 300 km. System połączony byłby z akumulatorem magazynującym energię, aby wyrównać jej dostępność, gdy natężenie światła słonecznego zmienia się w ciągu dnia.  
W wyniku konfliktu pierwotnych inwestorów w kwestii finansowania, projekt został ograniczony do mocy 6 GW, a jego oddanie do użytku jest planowane na rok 2030.
AAPowerLink mógłby zaspokoić około 15% potrzeb na energię elektryczną Singapuru, zmniejszając jego emisję gazów cieplarnianych o 6 milionów ton rocznie.
Jego dawne nazwy to Australia–Singapore Power Link oraz Australia-ASEAN Power Link.